# Fundacja „W krajobrazie”
Fundacja "W krajobrazie" – organizacja pozarządowa o statusie organizacji pożytku publicznego z Sząbruka, założona 30 stycznia 2018 r. przez Mariusza Antolaka. Do rejestru stowarzyszeń wpisana 27 kwietnia 2018 r..

## Działalność
Fundacja specjalizuje się w edukacji ekologicznej, ogrodnictwie i architekturze krajobrazu. Prowadzi badania naukowe, warsztaty, wykłady, kampanie edukacyjne oraz zajęcia pozalekcyjne dla uczniów. W ramach międzynarodowych projektów Global Garden Project i Jadalny krajobraz (Edible landscape)realizuje edukacyjne ogrody przyszkolne i społeczne w Polsce i Afryce(Kenii i Republice Zielonego Przylądka). Prowadzi ogród pokazowy - Leśną Polanę Edukacyjną "Stacja Permakultura". Od 2020 r. organizuje zajęcia w ramach Olsztyńskich Dniach Nauki i Sztuki. Promuje turystykę zrównoważoną.  

## Nagrody i wyróżnienia
- 2022. Nagroda główna w XIX edycji konkursu „Godni naśladowania”, zorganizowanego jest przez Radę Organizacji Pozarządowych Województwa Warmińsko-Mazurskiego pod patronatem honorowym Marszałka Województwa Warmińsko-Mazurskiego. Kategoria „Organizacja Godna Naśladowania” - najlepsza inicjatywa: Global Garden Project 2012-2022[13][14].
- 2021. Nagroda główna w XX edycji ogólnopolskiego konkursu Ekolaury Polskiej Izby Ekologii w kategorii: Edukacja ekologiczna, za przedsięwzięcie Leśna Polana Edukacyjna „Stacja Permakultura” w Sząbruku[15].